# Haruna Babangida
Haruna Babangida (Kaduna, 1 d'octubre de 1982) és un futbolista nigerià retirat amb nacionalitat espanyola. Va guanyar dues Lligues gregues (2005/06 i 2006/07).
És el germà petit de Tijani Babangida (1973) i Ibrahim Babangida (1976-2024).